# Bains arabes (Palma de Majorque)
Les bains arabes sont un des monuments les plus emblématiques de Palma, dans l'île de Majorque (Baléares, Espagne). Ils sont l'un des rares exemples subsistants de l'architecture musulmane à Majorque.

## Description
Ils se trouvent dans le jardin seigneurial de Can pit. Seuls sont conservés la salle centrale destinée à des bains chauds et une salle annexe de forme rectangulaire.
La salle compte 12 colonnes et arcs. Il y a des restes de cheminées et tuyauteries d'eau chaude et vapeur. Un couloir étroit donnait accès à une salle faisant office de vestiaire pour pouvoir passer à la salle tiède, avant la salle chaude ou hammam.

## Galerie

Bains arabes
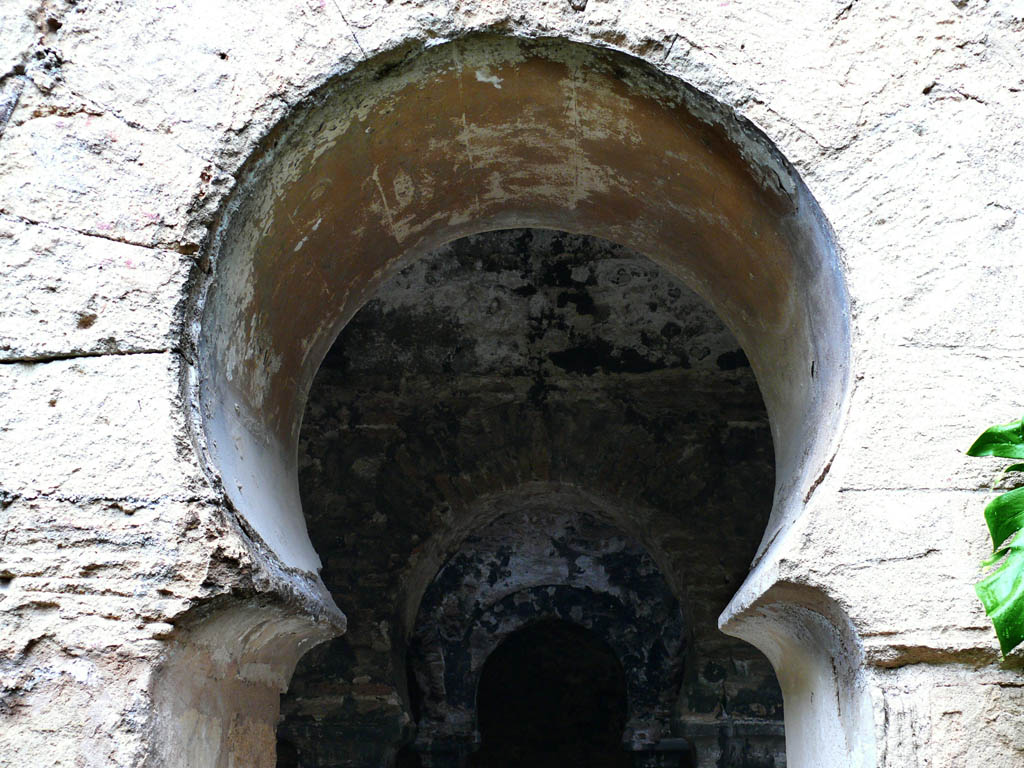
Entrée.
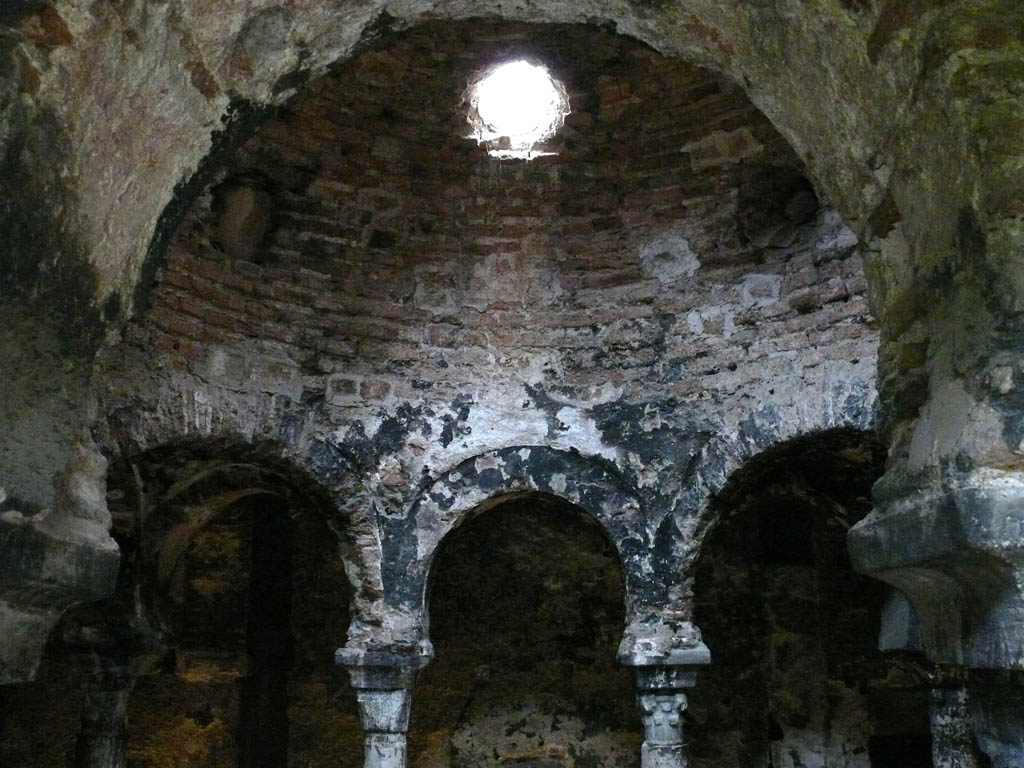
Salle centrale.
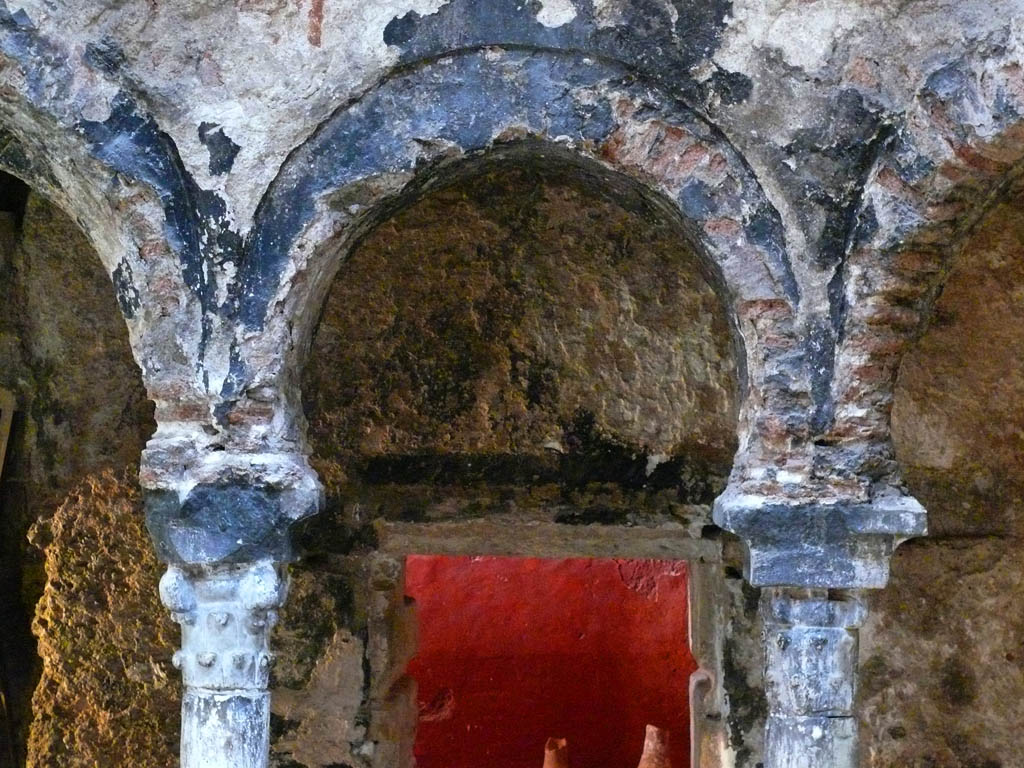
Arc.
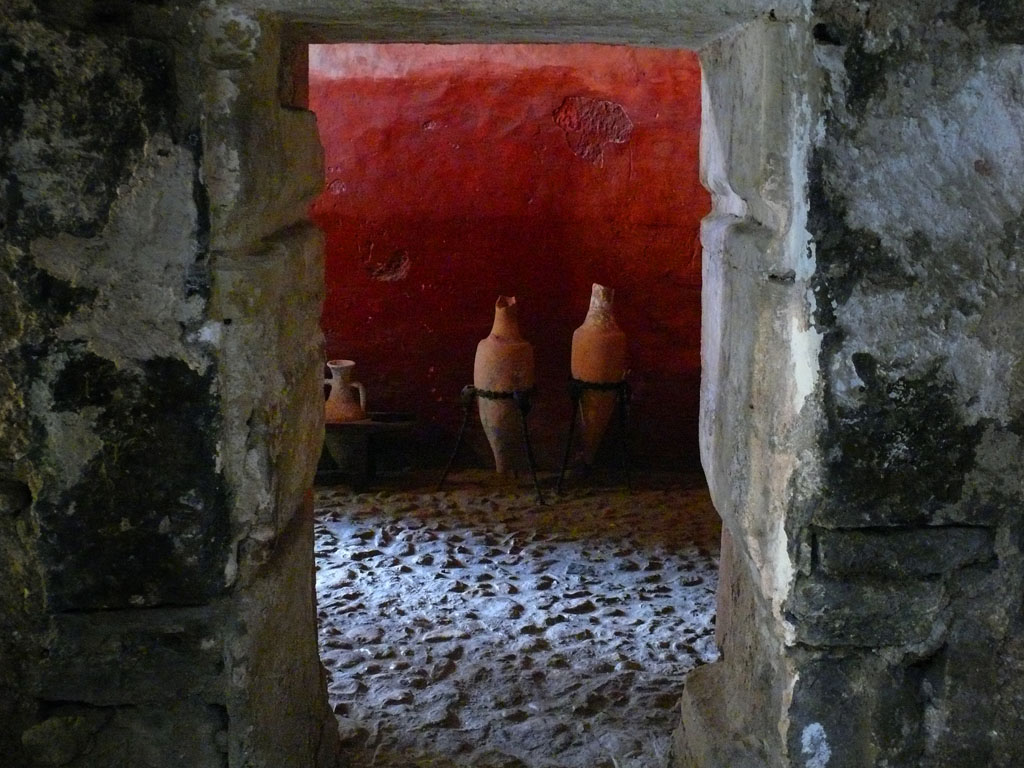
Salle annexe.
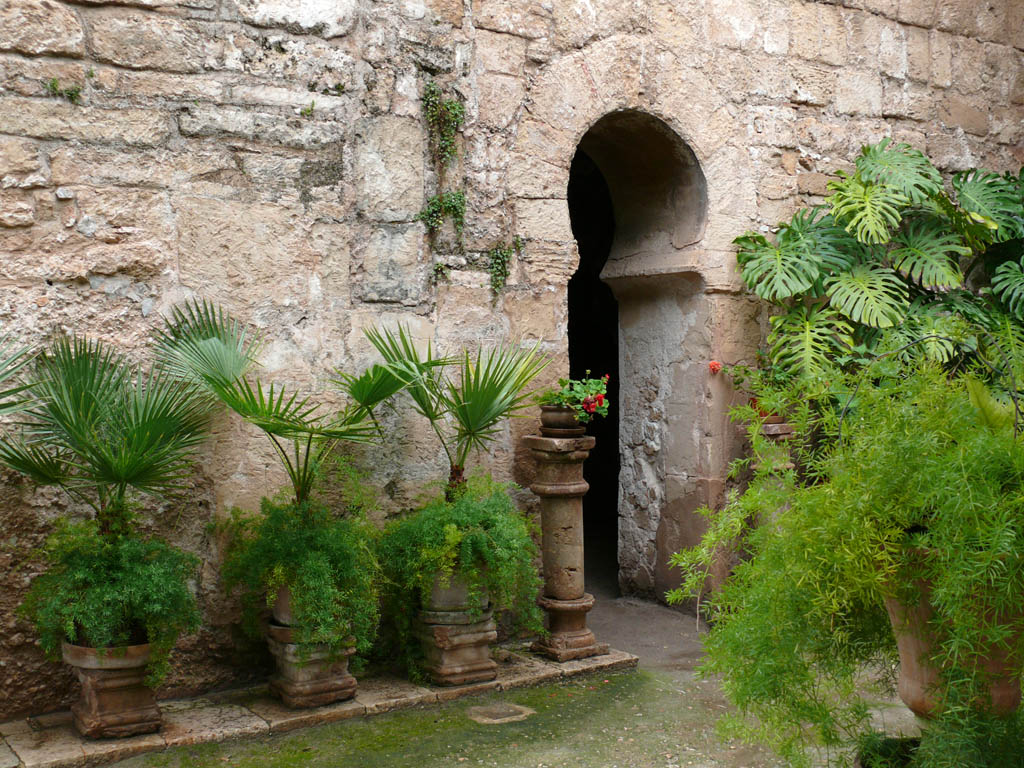
Jardin.
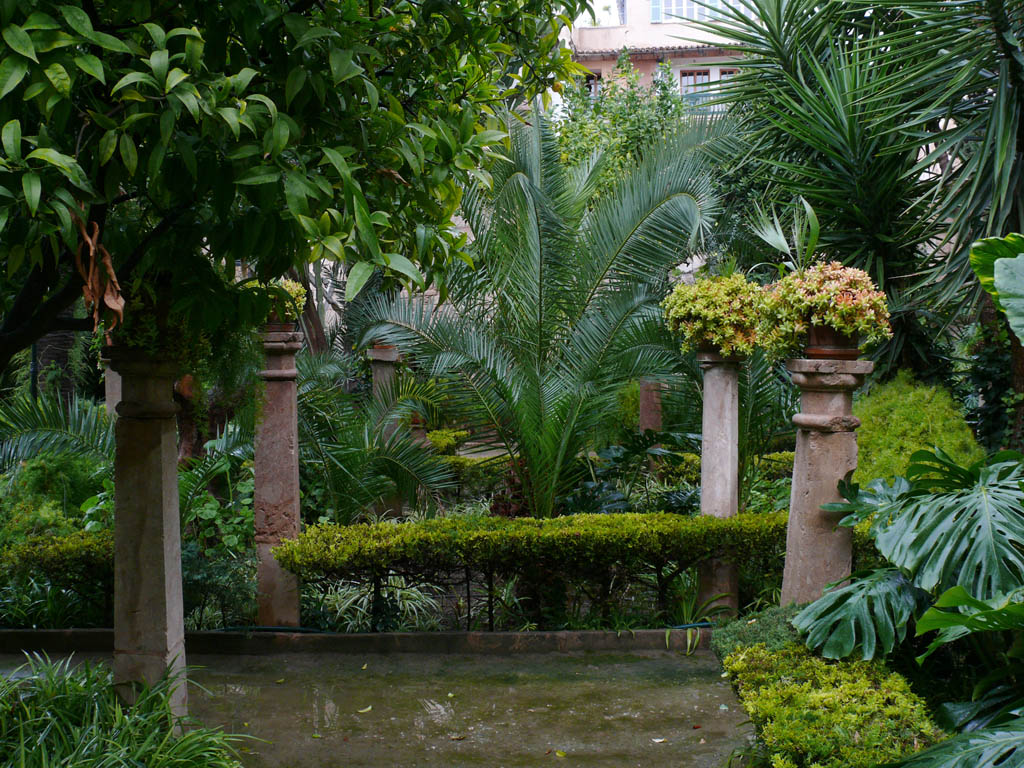
Jardin.